# 膨蛭属
膨蛭属为舌蛭科的一属动物。膨蛭属只有奇膨蛭（ Torix mirus Blanchard, 1893）一种，模式产地是越南北方，在中国广西中越边界附近地区也有分布。这种蛭虫寄生于黑螺属的一种软体动物体上。

## 下属物种
本属包括以下物种：
- 奇膨蛭 Torix mirus Blanchard, 1893